# Roberto Campa Cifrián
Roberto Rafael Campa Cifrián (Ciudad de México, 11 de enero de 1957) es un político mexicano. Fue secretario del Trabajo y Previsión Social durante el gobierno de Enrique Peña Nieto en 2018. Fue candidato a la presidencia de México por el partido Nueva Alianza en las elecciones federales de 2006.

## Biografía

### Vida personal
Roberto Campa estudió Derecho en la Universidad Anáhuac. Fue profesor de Teoría Macroeconómica en la Universidad Anáhuac, y durante un breve periodo fue articulista del periódico La Jornada. Casado con la arquitecta Crista Grassi, tiene cuatro hijas.

### Trayectoria política
Roberto Campa desarrolló toda su carrera política en el Partido Revolucionario Institucional, con el que ocupó los cargos de representante en la II Asamblea de Representantes del Distrito Federal (1991-1994) y diputado federal a la LVI Legislatura en 1994 por el XXXII Distrito del Distrito Federal, además fue presidente del PRI en el Distrito Federal cuando el partido perdió por primera vez la elección de Jefe de Gobierno del Distrito Federal, que fue ganada por Cuauhtémoc Cárdenas en 1997. En 2000 contendió como precandidato del mismo partido a la Jefatura de Gobierno, pero fue derrotado en la elección interna por Jesús Silva Herzog. En 2002 fue Secretario General de la CNOP del PRI por unos meses en sustitución de Elba Esther Gordillo.
A partir de su elección como diputado Federal en 2003, Roberto Campa se identificó claramente con Elba Esther Gordillo quien inició la legislatura como Coordinadora de la Bancada del PRI en la Cámara de Diputados y como firme opositor del presidente del partido Roberto Madrazo Pintado. Cuando Elba Esther Gordillo fue destituida de la coordinación de la bancada, él fue de los pocos diputados que la respaldó, así mismo fue miembro del Grupo Unidad Democrática, más conocido como Todos unidos contra Madrazo (TUCOM) del que se desempeñó como vocero.
Cuando el precandidato del TUCOM Arturo Montiel Rojas tuvo que retirarse de la contienda por el escándalo causado por las millonarias cuentas bancarias de sus hijos y Roberto Madrazo se convirtió en candidato oficial del partido a la presidencia, Campa renunció a su militancia y se convirtió en diputado independiente.
En 2005, Campa fue de los pocos diputados priistas que se declararon en contra del desafuero de Andrés Manuel López Obrador, jefe de Gobierno del Distrito Federal, y manifestó que en el fondo se intentaba marginar a este de la elección presidencial de 2006. El 8 de enero de 2006, la convención nacional de Nueva Alianza lo eligió por unanimidad como su candidato presidencial para las elecciones del mismo año.
El 22 de enero de 2007, el presidente Felipe Calderón lo designó como secretario ejecutivo del Sistema Nacional de Seguridad Pública, cargo que desempeñó hasta su renuncia el 2 de septiembre de 2008.
En el gobierno de Enrique Peña Nieto se desempeñó como Subsecretario de Derechos Humanos y Secretario del Trabajo.